# Ліпа-Кремпа
Ліпа-Кремпа (пол. Lipa-Krępa) — село в Польщі, у гміні Ліпсько Ліпського повіту Мазовецького воєводства.
Населення — 178 осіб (2011).
У 1975-1998 роках село належало до Радомського воєводства.

## Демографія
Демографічна структура станом на 31 березня 2011 року:
|          | Загалом | Допрацездатний вік | Працездатний вік | Постпрацездатний вік |
| -------- | ------- | ------------------ | ---------------- | -------------------- |
| Чоловіки | 85      | 10                 | 61               | 14                   |
| Жінки    | 93      | 17                 | 56               | 20                   |
| Разом    | 178     | 27                 | 117              | 34                   |